# Amy Kaplan

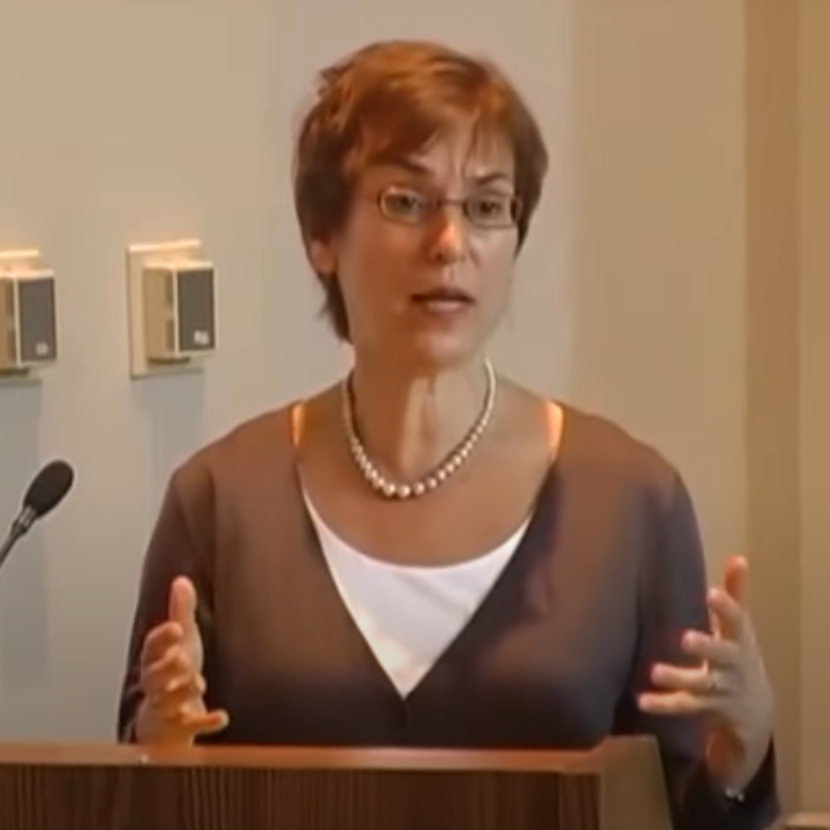
Amy Kaplan

Amy Kaplan (* 1953 in New York City, New York; † 30. Juli 2020 in Philadelphia, Pennsylvania) war eine US-amerikanische Amerikanistin.

## Leben
Kaplan wurde in New York City geboren und wuchs mit mehreren Geschwistern im nahen New Rochelle auf. Zunächst besuchte sie die Brandeis University, ehe sie an der Johns Hopkins University ihren Ph.D. in Anglistik (English) machte. Anschließend schlug sie eine akademische Laufbahn ein, die sie zunächst an die Yale University und dann an das Mount Holyoke College führte. 20 Jahre lang lebte sie im nahen Amherst, Massachusetts. Von 2003 bis 2004 war sie Präsidentin der American Studies Association. Ab 2006 war sie Edward Kane Professor of English an der University of Pennsylvania. 2011/2012 war sie Fellow am Institute for Advanced Study, von 2013 bis 2016 war sie Leiterin des Department of English der University of Pennsylvania. Kaplan starb am 30. Juli 2020 in Philadelphia im Alter von 66 Jahren an einem Glioblastom. Sie hinterließ ihren Lebensgefährten, eine Tochter aus einer früheren Beziehung und weitere Familienmitglieder.
Ihre erste Buchveröffentlichung 1988 mit dem Titel The Social Construction of American Realism behandelte realistische Strömungen in der US-amerikanischen Literatur, im Zentrum ihrer Arbeit standen aber Forschungen zum Thema Imperialismus. Zusammen mit Donald Pease gab sie 1993 das bahnbrechende Sammelband Cultures of U.S. Imperialism heraus, das sich mit den kulturellen Auswirkungen der imperialistischen US-Politik auf die Vereinigten Staaten und den betroffenen Ländern beschäftigte. 2002 analysierte sie in The Anarchy of Empire in the Making of U.S. Culture, wie sich der US-amerikanische Imperialismus auf die inländische Kultur auswirkte. Daneben beschäftigte sie sich unter anderem mit literaturwissenschaftlichen Fragestellungen zum Beispiel zu Herman Melville, Mark Twain und prison writing sowie mit politischen Themen wie der Bedeutung der Guantanamo Bay Naval Base für die Geschichte der USA und den Auswirkungen der Terroranschläge am 11. September 2001 auf die Debatte um innere Sicherheit in den USA. 2018 veröffentlichte sie mit Our American Israel: The Story of an Entangled Alliance eine Studie über die US-amerikanischen Vorstellungen über Israel und das US-amerikanische Verständnis der US-amerikanisch-israelischen Beziehungen.

## Ehrungen
- 1998: Norman Forster prize for the best essay in American Literature für „Manifest Domesticity“[4]

## Werke
Monografien
- The social construction of American realism. University of Chicago Press, Chicago 1988, ISBN 0-226-42429-4.
- The anarchy of empire in the making of U.S. culture. Harvard University Press, Cambridge 2002, ISBN 0-674-01759-5.
- Our American Israel: the story of an entangled alliance. Havard University Press, Cambridge 2018, ISBN 978-0-674-73762-4.

Herausgeberschaften
- mit Donald Pease (Hrsg.): Cultures of United States imperialism. Duke University Press, Durham 1993, ISBN 0-8223-1413-4.